# Jack Coleman
Jack Coleman (Easton, Pensilvania; 21 de febrero de 1958) es un actor y guionista estadounidense. 
Es muy conocido por su papel en la serie de ciencia ficción Héroes, de la NBC, en la que interpreta a Noah Bennet, el preocupado padre de Claire Bennet (Hayden Panettiere).
También durante 1981-1982 integró Los días de nuestras vidas, serie también de la NBC, que marcó su primer papel importante. Actualmente es un actor reconocido en los Estados Unidos. En los años 1980 su popularidad creció enormemente cuando fue el encargado de sustituir al actor Al Corley en el papel de Steven Carrington en la famosa serie de televisión Dinastía.
Coleman es descendiente directo de Benjamin Franklin, ícono de la historia norteamericana.

## Filmografía
- Heroes Reborn (2015) - Noah Bennett
- Heroes Reborn: Dark Matters (2015) - Noah Bennett
- Chicago P.D. (2015) - Oficial de Policía Bob Ruzek, padre de Adam
- Castle (2012 - 2014) - Senador William H. Bracken
- The Vampire Diaries (2011) - Bill
- Mentes Criminales (2011) - Bill Rogers
- House M.D. (2011) - Senador de Nueva Jersey
- The office  (2010-2013) - Senador estatal Robert Lipton
- Beautiful Loser (2007) - Jimmy
- Héroes (2006-09) - Noah Bennett
- Cow Belles (2006) - Reed Callum
- Kingdom Hospital (2004) - Peter Rickman
- Studio City (2003) - Andrew Mason
- Replacing Dad (1999) - Dr. Mark Chandler
- The Landlady (1998) - Patrick Forman
- Last Rites (1998) - Agente Gary Blake
- Angels in the Endzone (1997) - Peter Harper
- Medusa's Child (1997) - Dean Cooper
- Spawn (1997) - Doctor
- Foreign Student (1994) - Rex Jennings
- Trapped in Space (1994) - Grant
- Rubdown (1993) - Marion Pooley
- Nightmare Cafe (1992) - Frank
- The Return of Eliot Ness (1991) - Gil Labine
- Children of the Bride (1990) - Dennis
- Daughter of Darkness (1990) - Devlin
- Bridesmaids (1989) - Matt
- The Pursuit of Happiness (1988) - Stan
- Dinastía (1982-1988) Steven Carrington